# Djallonké (race ovine)
Le Djallonké ou mouton nain de l'Afrique de l'Ouest (en anglais : West African Dwarf sheep) est un mouton à poils à queue mince élevé dans la partie sud de l'Afrique de l'Ouest jusqu'en Afrique centrale pour sa viande. C'est la race ovine principale de cette région et on la retrouve sous divers noms. Elle a la particularité d'être tolérante aux trypanosomes, c'est-à-dire trypanotolérante.

## Origine et distribution
La race est originaire de la région de Fouta-Djalon en Guinée, raison pour laquelle elle porte parfois le nom de mouton du Fouta-Djallon et aurait pour ancêtre le mouton égyptien (Ovis longipes). Son nom Djallonké vient de la langue Fulani.
Elle s'est diffusée dans plusieurs pays d'Afrique de l'Ouest jusqu'en Afrique centrale : sud du Sénégal, Guinée, sud du Mali, Côte d’Ivoire, Togo, Bénin, Nigeria, Cameroun, République centrafricaine, République du Congo, Angola, Ghana, Gabon et Botswana. D'autres variétés et sous-races existent au Burkina Faso et au Tchad. Elle est présente sous le 14e degré de latitude nord et le long de la zone côtière.
Son nom est très variable d'un pays à l'autre,, :
- mouton guinéen, mouton nain du Sud ;
- mouton de Maroua, Poulfouli (Cameroun) ;
- mouton nain du Ghana, mouton de forêt, Ghana Forest (Ghana) ;
- Kumasi, Nain du Nigeria (Nigeria) ;
- Kirdi ou Kirdimi ou Massa (Cameroun et Tchad).

Le Djallonké présent dans la zone soudanienne est considéré comme une variété à part nommé Djallonké de savane (ou Djallonké type Mossi).

## Description
C'est un mouton de petite taille, de 40 à 60 cm. Les mâles peuvent atteindre 30 kg mais les femelles ne dépassent pas les 25 kg. Le poil est court et le bélier porte une crinière en manchette autour du cou. La couleur de la toison est en général blanche ou pie avec l'avant noir et l'arrière blanc. Mais elle peut varier selon les tribus qui les élèvent : pie rouge et blanc, brun au ventre noir. Le Djallonké au nord du Cameroun et dans le sud-ouest du Tchad, nommé Kirdi, est entièrement noir. La queue est fine et courte. Les béliers portent des cornes formant une spirale mais les brebis en sont dépourvues.

## Élevage et production
Bien adapté au climat chaud et humide, on le trouve dans les zones boisées humides et sub-humides ainsi que les savanes. Il est trypanotolérant et est élevé par de nombreux groupes ethniques.
Race rustique, elle est naturellement féconde mais possède une faible prolificité. C'est une race dessaisonnée et les brebis peuvent avoir trois agnelages sur deux ans. La durée de gestation est d'environ 5 mois. La brebis a un ou deux agneaux, très rarement des triplés. Mais la reproduction et la croissance des animaux dépendent fortement du système d'élevage, de l'environnement, du parasitisme et de la ressource en nourriture. Il fournit une viande de bonne qualité. Le rendement est correct mais son poids carcasse reste faible.
De nombreuses études ont été réalisées sur cette race et des programmes d'amélioration mis en place dans divers pays. Le but est d'augmenter la croissance du Djallonké tout en améliorant la trypanotolérance.
Il est très présent en Côte d’Ivoire. Des études y sont menées depuis les années 1970 et l'Association de Promotion de la Race Ovine Djallonké (APRODJALCI) y a été créée. En 1996, le cheptel était évalué à 1 200 000 têtes. La guerre civile du début des années 2000 a eu un fort impact sur tout le travail mené : les troupeaux de Djallonkés améliorés du Centre National Ovin (CNO) et les élevages présents dans la zone touchée ont été entièrement détruits.
Au début des années 1980, le cheptel était estimé à 600 000 têtes au Togo.
Présent au Sénégal, il est également utilisé pour des sacrifices mystico-religieux mais rarement pour la fête de Tabaski.

## Livre généalogique
Le stud-book international, présentant le standard de la race, est géré par l'Association Africaine des Éleveurs d'Ornements (African Ornamental Breeders Association ou A.O.B.A.), à travers leur organisation subsidiaire I.S.D.G.S. (International Studbook for Djallonké Goats & Sheep).

## Diffusion et croisements

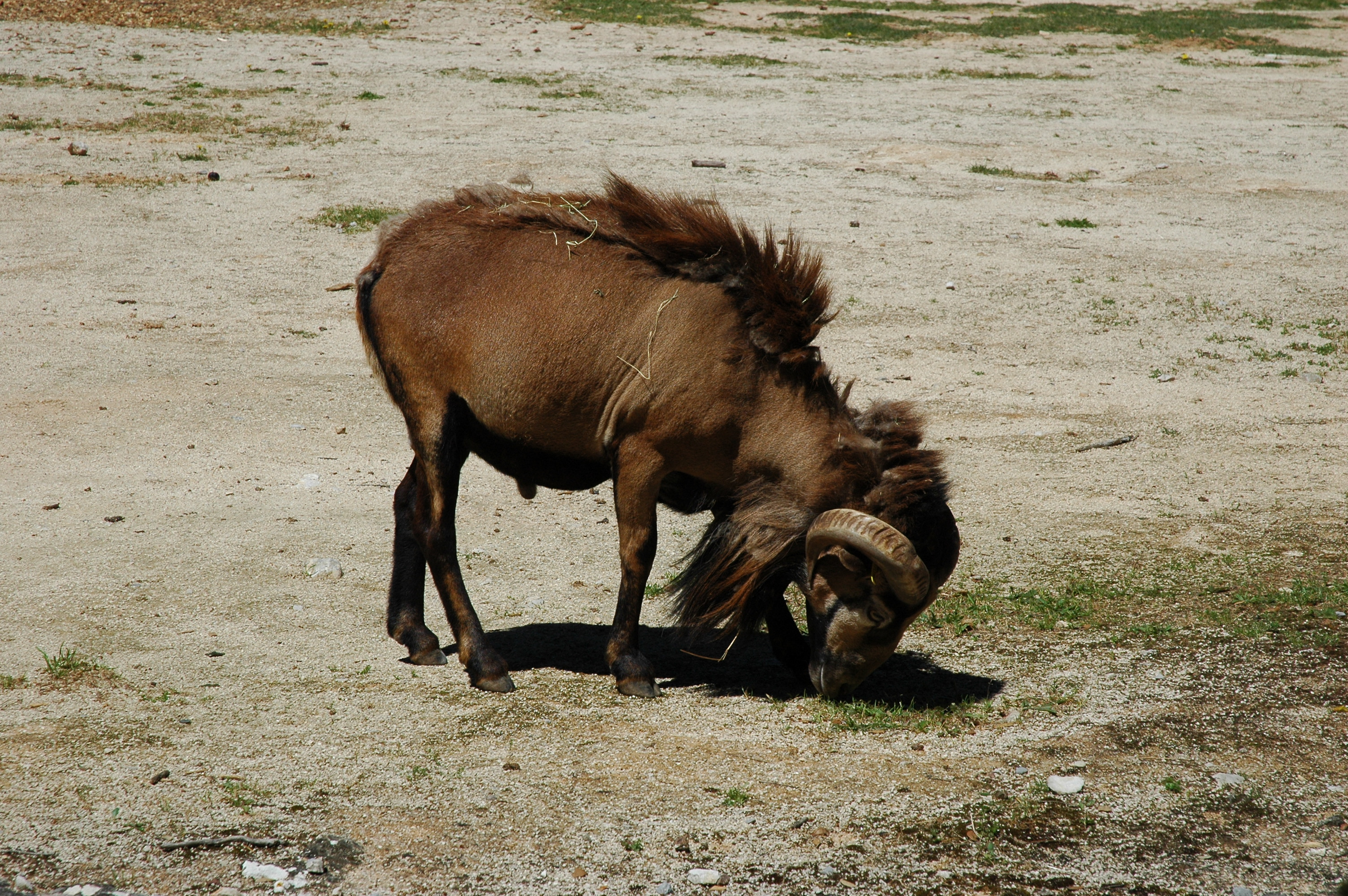
Mouton du Cameroun au Zoo du Lunaret.

Il a été croisé avec plusieurs autres races pour transmettre sa tolérance à la trypanosomose. Ainsi le mouton de Vogan au Togo est une race issue d'un croisement entre un Djallonké et un Sahélien. Le Nangue à tête noire du Ghana est un croisement avec un Persan à tête noire. Le Pelibüey, race ovine d'Amérique du Sud, descend du Djallonké.
Le mouton du Cameroun serait considéré à tort comme une race à part entière en Europe. Il serait issu de Djallonkés, brun au ventre et le bout des pattes noirs, exportés vers l'Allemagne et la France lors de l'époque coloniale. Ils se sont alors reproduits dans des zoos et des parcs privés. Cette couleur de toison est devenue courante en Europe mais rare en Afrique.